# Schlotheimia bequaertii
Schlotheimia bequaertii är en bladmossart som beskrevs av Thériot och Georges Raymond Léonard Naveau 1927. Schlotheimia bequaertii ingår i släktet Schlotheimia och familjen Orthotrichaceae. Inga underarter finns listade i Catalogue of Life.